# Armando (album)
Armando è il quinto album di studio del rapper Pitbull, e primo interamente in spagnolo. È stato pubblicato il 2 novembre 2010. Da questo album sono stati estratti tre singoli con i corrispettivi video: Maldito alcohol, Bon Bon e Tu Cuerpo. Ne è stato estratto anche un singolo promozionale dal titolo Watagatapitusberry.

## Tracce
1. Armando (Intro) – 0:43 – (The Agents featuring Papayo)
2. Maldito alcohol – 3:21 – (Afrojack, DJ Buddha)
3. Esta Noche – 3:02 – (DJ Antoine vs. Mad Mark & Clubzound Mix - DJ Antoine, Mad Mark, Clubzound)
4. Mujeres – 3:06 – (Lester Del Campo)
5. Bon, Bon – 3:35 – (Yolanda Be Cool & DCUP, Nicola Fasano (co))
6. Guantanamera – 3:25 – (DJ Buddha, Stromae, Mosaert)
7. Tu Cuerpo – 4:04 – (con Jencarlos) (Jencarlos, David "D-Minor" Miranda)
8. Vida 23 – 3:20 – (con Nayer)  (DJ Snake, Clinton Sparks)
9. Amorosa – 3:32 – (con MC Marcinho & Papayo) (Papayo)
10. Watagatapitusberry – 3:41 – (con Sensato Del Patio, Black Point, Lil Jon & El Cata)  (DJ Class)
11. Orgullo – 3:17 – (Rocco Valdes)
12. Preguntale – 3:05 – (DropDeadBeats, Eddy Garcia)

## Classifiche
| Chart                          | Posizione Massima |
| ------------------------------ | ----------------- |
| U.S Billboard 200 Album        | 65                |
| U.S Billboard Top Latin Albums | 2                 |
| U.S Billboard Rap Albums       | 6                 |
| U.S Billboard Digital Albums   | 24                |